# Plagiobothrys arizonicus
Plagiobothrys arizonicus là loài thực vật có hoa trong họ Mồ hôi. Loài này được (A. Gray) Greene ex A. Gray miêu tả khoa học đầu tiên năm 1885.